# Primeira República Helênica
A Primeira República Helênica (Estado Helênico após 1827) (em grego:  Αʹ Ελληνική Δημοκρατία) foi o estado grego provisório durante a Guerra de Independência da Grécia contra o Império Otomano. De 1822 a 1827, era conhecida como Administração Provisória da Grécia e, entre 1827 e 1832, era conhecida como Estado Helênico.
"Primeira República Helênica" é um termo historiográfico. É usado por acadêmicos e pelo governo grego para enfatizar a natureza constitucional e democrática do regime revolucionário antes do estabelecimento do Reino independente da Grécia, e para associar este período da história grega às posteriores Segunda e Terceira Repúblicas.

## História
Nos primeiros estágios da revolta de 1821, várias áreas elegeram seus próprios conselhos regionais de governo. Estes foram substituídos por uma administração central na Primeira Assembleia Nacional de Epidauro no início de 1822, que também adotou a primeira Constituição grega, marcando o nascimento do moderno Estado grego. Os conselhos continuaram existindo, entretanto, e a autoridade central não foi firmemente estabelecida até 1824/1825. O novo estado não foi reconhecido pelas grandes potências da época, que, após sucessos iniciais, foi ameaçado de colapso por dentro devido à guerra civil e por fora por meio das vitórias do exército turco-egípcio de Ibrahim Pasha.
Em 1827, a revolução grega estava quase extinta no continente, mas nessa época as grandes potências concordaram com a formação de um estado grego autônomo sob a suserania otomana, conforme estipulado no Tratado de Londres. A recusa otomana em aceitar esses termos levou à Batalha de Navarino, que efetivamente garantiu a independência completa da Grécia.
Em 1827, a Terceira Assembleia Nacional em Troezen estabeleceu o Estado Helênico (Ἑλληνικὴ Πολιτεία) e selecionou o Conde Ioannis Kapodistrias como Governador da Grécia. Portanto, este período é frequentemente chamado de Governatorato (em grego:  Κυβερνείο). Após sua chegada à Grécia em janeiro de 1828, Kapodistrias tentou ativamente criar um estado funcional e corrigir os problemas de um país devastado pela guerra, mas logo se envolveu em um conflito com poderosos magnatas e chefes locais. 
Kapodistrias foi assassinado por rivais políticos em 1831, mergulhando o país em novos conflitos civis. Ele foi sucedido por seu irmão Augustinos, que foi forçado a renunciar após seis meses. A Quinta Assembleia Nacional em Nafplion esboçou uma nova constituição real, enquanto as três "Potências Protetoras" (Grã-Bretanha, França e Rússia) intervieram, declarando a Grécia um Reino na Conferência de Londres de 1832, com o Príncipe Bávaro Otto de Wittelsbach como rei.